# Xerez CD
Xerez Club Deportivo SAD je španělský fotbalový klub z města Jerez de la Frontera. Byl založen v roce 1947. Hraje Segundu Federación (skupina 4). V sezóně 2008/2009 klub vyhrál Segundu División a postoupil do La Ligy.

## Úspěchy
- Segunda División: 2008/09
- Segunda División B: 1981/82, 1985/86
- Tercera División: 1952/53, 1959/60, 1964/65, 1966/67, 1970/71
- Tercera Federación: 2023/24

## Slavní hráči
- Leandro Gioda
- Renan
- Sidi Yaya Keita
- Bartholomew Ogbeche
- Rodolfo Bodipo
- Antoñito
- Aythami
- Mario Bermejo
- Vicente Moreno
- Pedro Ríos
- Emilio Viqueira
- Jozy Altidore

## Slavní trenéři
- Néstor Gorosito
- Bernd Schuster
- Carlos Orúe
- Manuel Ruiz
- Esteban Vigo